# Pozo Verde (Venezuela)
Pour les articles homonymes, voir Pozo Verde.
Pozo Verde est la capitale de la paroisse civile de Pozo Verde de la municipalité de Caroní de l'État de Bolívar au Venezuela.